# Hawara
Hawara, o Hauara, es la principal ciudad de la región de El Fayum (Egipto).

## Situación
Hawara está situada cerca del oasis de El Fayum, hacia el sur, junto al canal Bahr Yussef que conecta el río Nilo con el lago del oasis. 

## Historia
La existencia de asentamientos y necrópolis datan de la más remota antigüedad; la ciudad, conocida desde las primeras dinastías, cobró gran importancia durante el Imperio Medio, siendo relevante hasta la época greco-romana. 
Los faraones de la dinastía XII transformaron esta región pantanosa, usada como tradicional lugar de caza por los monarcas, en un vergel agrícola conectándola con el Nilo mediante un largo canal (llamado desde la Edad Media Bahr el-Yusuf, en árabe "Canal de José" por el personaje bíblico hijo del patriarca Jacob).
Amenemhat III, faraón de la dinastía XII, erigió su pirámide y templo funerario en el siglo XIX a. C. Después de haber abandonado el plan para ser enterrado en Dahshur, al sur de la necrópolis menfita, Amenemhat III eligió este lugar, cercano a su posible palacio. 

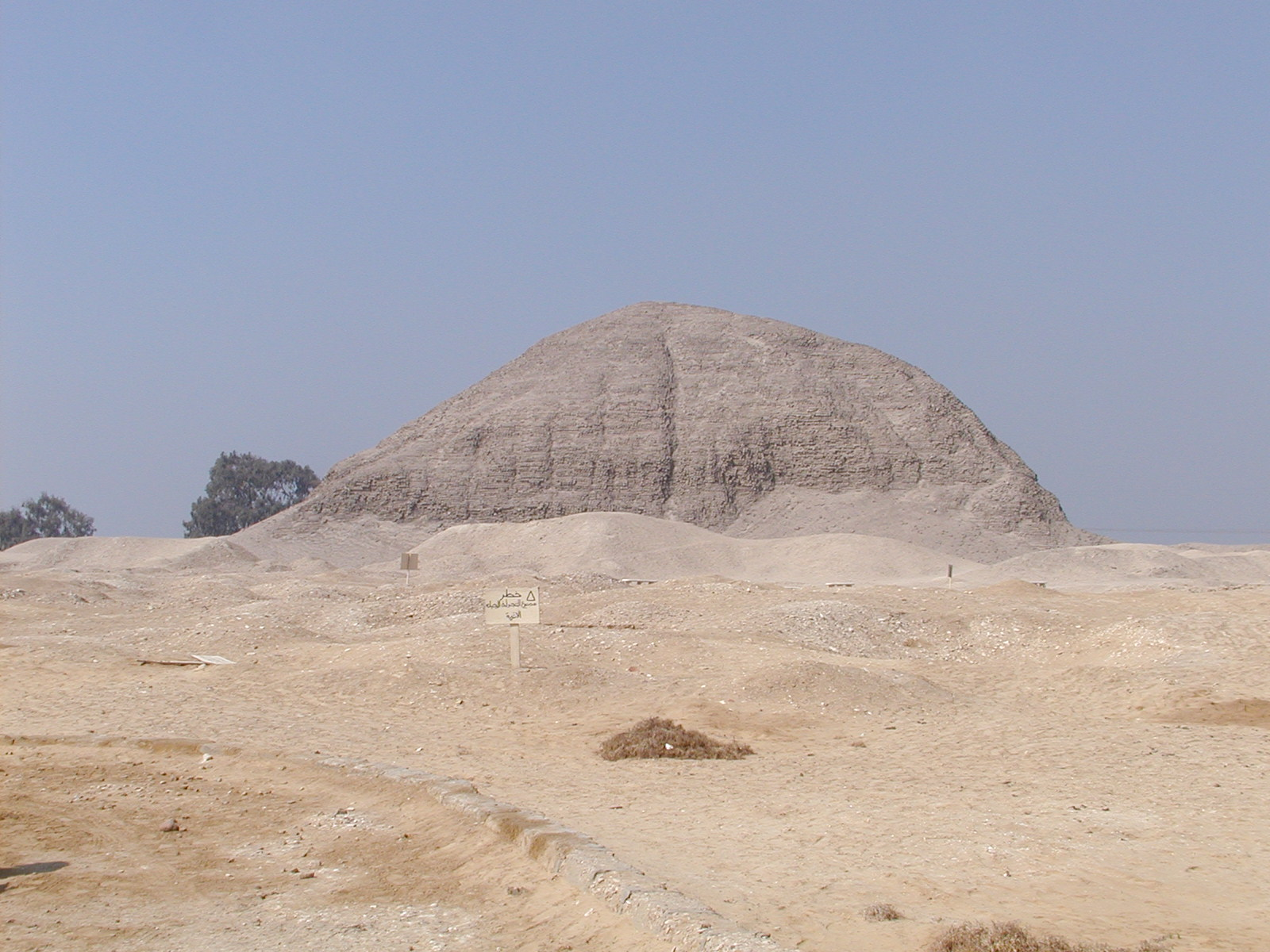
Pirámide de Amenemhat III.

Fue el principal centro de culto al dios Sobek.

## El complejo denominadolaberinto
La pirámide está en el norte de un elaborado complejo cerrado por un muro que mide 385 por 158 metros. Esto hace que Hawara sea el complejo funerario más grande del Imperio Medio. La entrada al complejo se encuentra en la esquina sur del muro oriental. Por desgracia, casi nada queda de este vasto complejo en piedra y ladrillo de adobe que griegos y romanos visitaron, muchos siglos después de haber sido construido, descrito como un gran laberinto de patios abiertos, con cámaras, capillas y criptas ocultas. Heródoto describió en su Historias el célebre Laberinto de Aueris. También escribieron sobre el Laberinto: Manetón, Diodoro Sículo, Estrabón, Plinio el Viejo y Pomponio Mela. 

### Restos arqueológicos
La región fue excavada en 1888 por William Flinders Petrie, encontrando un inmenso cementerio de la época de dominación romana con multitud de retratos funerarios y, asombrosamente, un rollo de papiro que contenía gran parte del Libro II de la Ilíada de Homero.